# Gympie Airport
Gympie Airport är en flygplats i Australien. Den ligger i kommunen Gympie Regional Council och delstaten Queensland, omkring 140 kilometer norr om delstatshuvudstaden Brisbane.
Närmaste större samhälle är Gympie, omkring 11 kilometer norr om Gympie Airport. 
Omgivningarna runt Gympie Airport är huvudsakligen savann. Runt Gympie Airport är det glesbefolkat, med 10 invånare per kvadratkilometer. Genomsnittlig årsnederbörd är 1 531 millimeter. Den regnigaste månaden är mars, med i genomsnitt 289 mm nederbörd, och den torraste är september, med 33 mm nederbörd.